# Сан Бартоломео (Фиренца)
Сан Бартоломео је насеље у Италији у округу Фиренца, региону Тоскана.
Према процени из 2011. у насељу је живело 25 становника. Насеље се налази на надморској висини од 19 м.